# Stadion KGFKiS w Biszkeku
Stadion KGFKiS (kirg. Кыргыз мамлекеттик дене тарбия жана спорт академиясы стадион, КМДТСА стадион) – wielofunkcyjny stadion w Biszkeku, stolicy Kirgistanu. Swoje mecze rozgrywa na nim drużyna SKIF (Sportowy Klub Instytutu Fizycznej kultury), wcześniej też Dinamo-Manas-SKIF Biszkek. Jest własnością Kirgiskiego Państwowego Instytutu Kultury Fizycznej i Sportu (KGFKiS). Obiekt może pomieścić 1 000 widzów.